# Milton Castellanos Everardo
Milton Castellanos Everardo (Copainalá, Chiapas; 23 de marzo de 1920-Mexicali, Baja California; 10 de octubre de 2011) fue un político y abogado mexicano, miembro del Partido Revolucionario Institucional, que se desempeñó como gobernador de Baja California.

## Biografía
En 1943 se licenció en derecho por la UNAM. Fue juez en Pichucalco (1943-1944), diputado al Congreso local (1944-1948), abogado consultor del gobierno (1948-1949), jefe de la Campaña de Alfabetización (1946-1948), presidente del comité ejecutivo regional del PRI y diputado federal (1949-1952). Formó parte de la Comisión Nacional de Propaganda durante la campaña presidencial de Adolfo Ruiz Cortines. Presidió el comité ejecutivo regional del PRI en el territorio, en 1952, y en el Estado de Baja California, en 1959. En el lapso intermedio fue jefe del departamento jurídico de la Secretaría de Marina (1952-1953) y abogado postulante en Mexicali (1953-1959). En el lapso intermedio fue jefe del departamento jurídico de la Secretaría de Marina (1952-1953) y abogado postulante en Mexicali (1953-1959). Arraigado en Baja California, presidió el Tribunal Superior de Justicia (1959-1965), en cuyo carácter fundó el Boletín Judicial, construyó el edificio de los Juzgados en Tijuana, aportó fondos para la construcción de la cárcel pública municipal de Mexicali, organizó varios congresos y mantuvo al día el trámite de expedientes; manejó la sucursal Mexicali del Banco Nacional de Crédito Agrícola y Ganadero (1965-1971) y fue elegido gobernador del Estado para el periodo 1971-1977.
En el ejercicio del Poder Ejecutivo, promovió la canalización del río Tijuana, en cuya primera etapa se eliminó la zona marginada de “Cartolandia”; resolvió favorablemente para Tijuana las reclamaciones de tierras que impedían el desarrollo de la ciudad; hizo surgir San Antonio del Mar, propiedad del Estado, al que dotó con 7 millones de metros cuadrados frente a las playas; solucionó el problema de falta de espacios escolares, mediante la construcción de poco más de un aula diaria durante todo el sexenio; mandó elaborar los planes reguladores de las cuatro principales ciudades; erigió nuevas sedes para las oficinas públicas, entre ellas las de los poderes Ejecutivo, Judicial y Legislativo, en Mexicali, y las del Gobierno del Estado en Tijuana, San Quintín y San Felipe; construyó dos libramientos carreteros en Mexicali y otros dos en Tijuana; promovió el colector sur y el entubamiento del dren 134 en la capital, y el acueducto Río Colorado-Tijuana y el de Otay, mientras aquel avanzaba; aumentó de siete a 19 el número de escuelas de la UABC y entregó a ésta el antiguo Palacio de Gobierno para que lo destinara a la Rectoría; organizó la Dirección de Difusión Cultural y le cedió la antigua Casa de Gobierno; completó la red de caminos en el Valle de Mexicali; adquirió y regularizó más de 100 mil lotes que se vendieron a personas humildes; aumentó los ingresos del erario sin elevar los impuestos; formó la Junta de Planeación y Urbanización y los Consejos de Colaboración Municipal; impulsó la carretera de Ensenada a San Felipe y el aeropuerto de esta localidad; mantuvo la paz social y no enfrentó ningún problema de carácter político.
Falleció en Mexicali, Baja California, el 10 de octubre de 2011.